# Збірна України з керлінгу
Збірна України з керлінгу — це команда, який представляє Україну на міжнародних змаганнях із керлінгу. У 2017 році команда не класифікувалася.

## Історія
Національна федерація була заснована у 2002 році для підтримки просування та популярності керлінгу в Україні і стала тимчасовим членом Всесвітньої федерації з керлінгу з 2003 по 2007 рік. На конгресі 2013 року вона долучилася до федерації одночасно з Ізраїлем та Грузією.
Перший національний чемпіонат відбувся 2015 грудня на ковзанці Льодова арена «Шалетт» у Києві з п'ятьма чоловічими та чотирма жіночими командами. Другий відбувся у 2017 році.